# Tachū Naitō
Tachū Naitō (内藤 多仲, Naitō Tachū), 12 juin 1886 - 25 août 1970, est un architecte, ingénieur et professeur japonais né à Minami-Alps dans la préfecture de Yamanashi. Pionnier du calcul des structures et modélisation, il est l'auteur de nombreuses tours d'émetteurs de télévision et tours d'observation, dont la tour de Tokyo.

## Biographie
Tachū Naitō fréquente le collège de l'ancien système Kofu (de nos jours première école secondaire Kofu de la préfecture de Yamanashi), puis le lycée et ensuite l'Université impériale de Tokyo (actuelle Université de Tokyo). Il commence à étudier l'architecture navale, mais se tourne vers l'architecture en raison de la crise de la construction navale après la guerre russo-japonaise. Étudiant avec Kino Toshikata, il est diplômé en 1910. En 1913, il est professeur à l'université Waseda.
En 1916, il se rend en Amérique en tant qu'étudiant étranger. C'est là qu'il conçoit sa théorie sismique de la paroi anti-sismique. Tandis qu'il visite le premier chemin de fer transcontinental, il fait des observations sur les mouvements des bagages en fonction de l'accélération des trains après avoir remarqué les malles dispersées lorsque le train fait des arrêts brusques. L'absence de cloisons dans le compartiment à bagages et l'éparpillement des malles le conduisent à l'idée structurelle de la paroi anti-sismique, qui est ce qu'on appelle un contreventement.
Ayant recours à la théorie structurale sismique qu'il a imaginée, il conçoit le bâtiment principal de la banque industrielle du Japon (en) qui est dessiné par Setsu Watanabe. Trois mois après l'achèvement de la construction, survient le séisme de Kantō de 1923. Cette structure a résisté aux dommages, et Naitō inclut ce fait dans ses conférences comme preuve de la validité de sa théorie de la conception anti-sismique.
Outre la banque industrielle du Japon, il travaille sur les auditoriums de Kabuki-za et Okuma. Naitō conçoit de nombreuses tours de radiodiffusion comme la tour de télévision de Nagoya en 1954, le Tsūtenkaku en 1956, la tour de télévision de Sapporo et la tour de Beppu en 1957 ainsi que la tour de Tokyo en 1958.
Tachū Naitō occupe plusieurs postes et est distingué par de nombreux prix tout au long de sa carrière. En 1938, il est élu président de l'académie de soudage. En 1941, il est nommé président de l'Académie d'architecture et en 1954 devient membre du Conseil scientifique du Japon. Naitō est élu membre de l'Académie japonaise des sciences en 1960, reçoit une distinction pour mérite culturel en 1962 et l'Ordre du Soleil levant de deuxième classe en 1964.
Le 25 août 1970 à 9:05, Tachū Naitō décède au premier hôpital national de Tokyo, à présent Centre médical international du Japon, à 84 ans. Ses restes sont inhumés dans le caveau de la famille Naitō au cimetière Tamareien. Son épitaphe se trouve sur le côté droit et une statue de bronze sur le côté gauche.

## Galerie

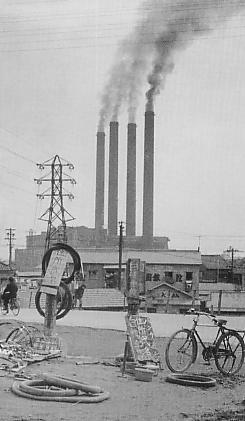
Centrale thermique de Senju, 1925
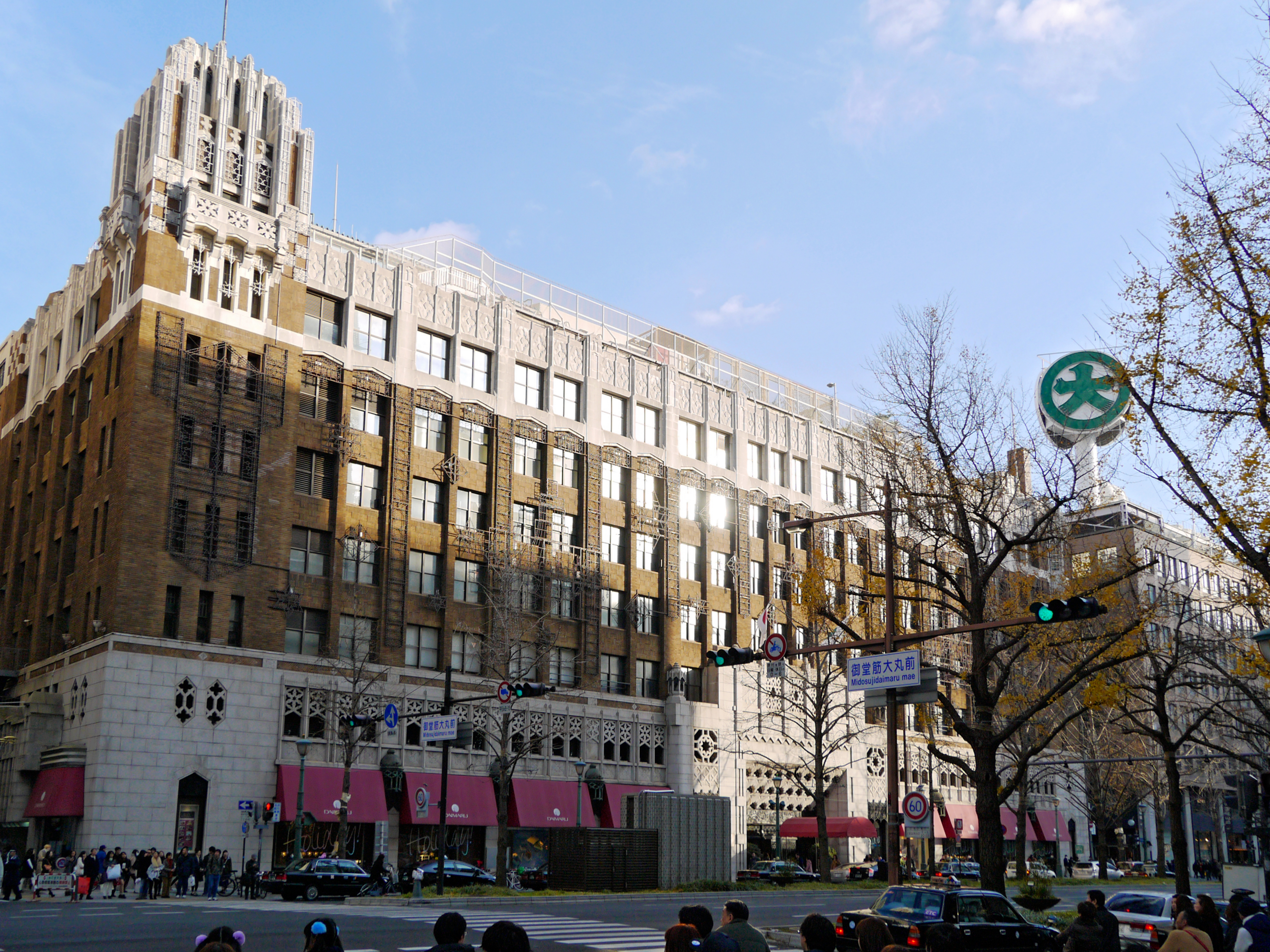
Magasin Daimaru d'Osaka, 1933
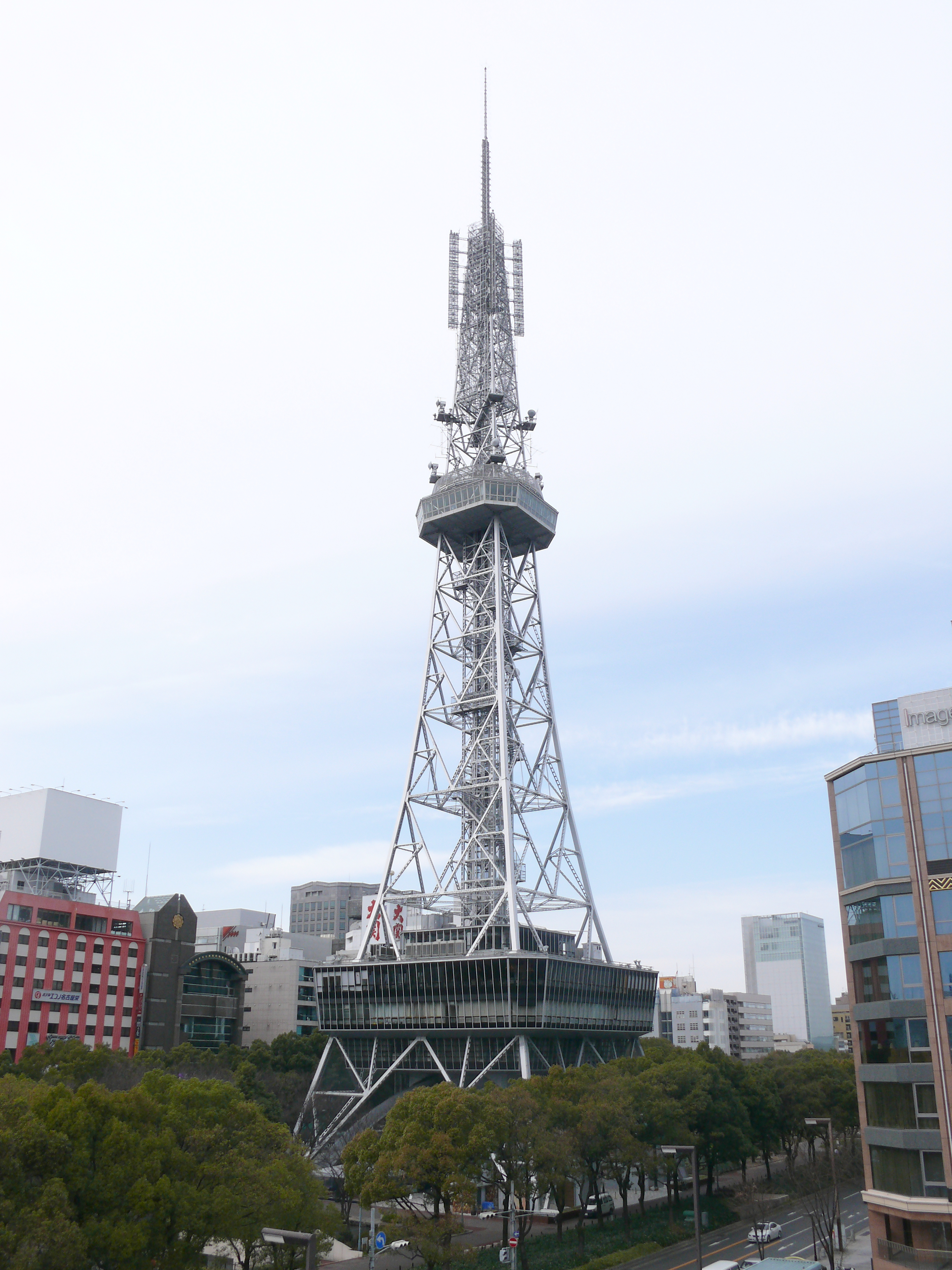
Tour de télévision de Nagoya, 1954
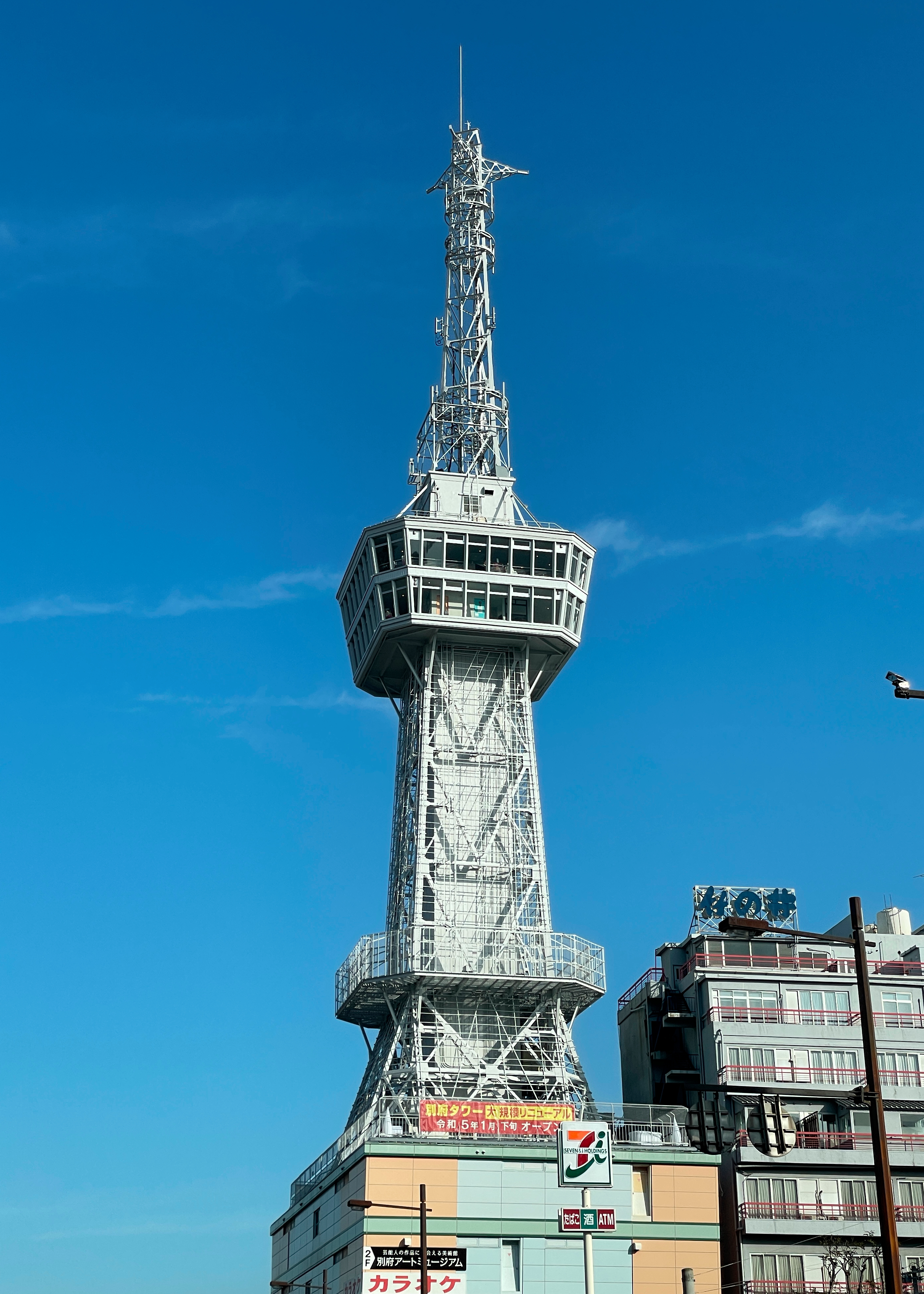
Tour de Beppu, 1956
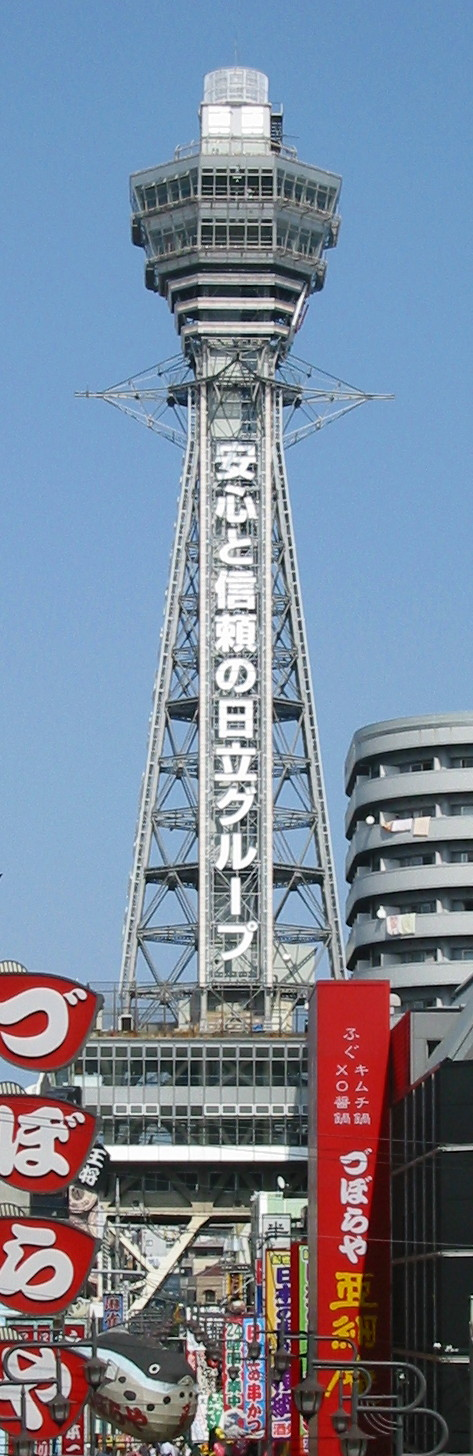
Tsūtenkaku, 1956
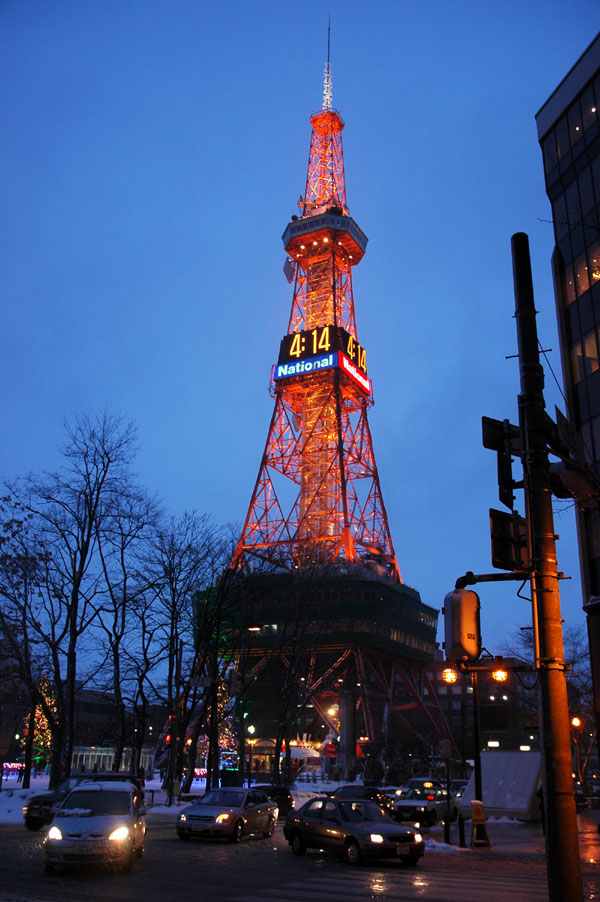
Tour de télévision de Sapporo, 1957
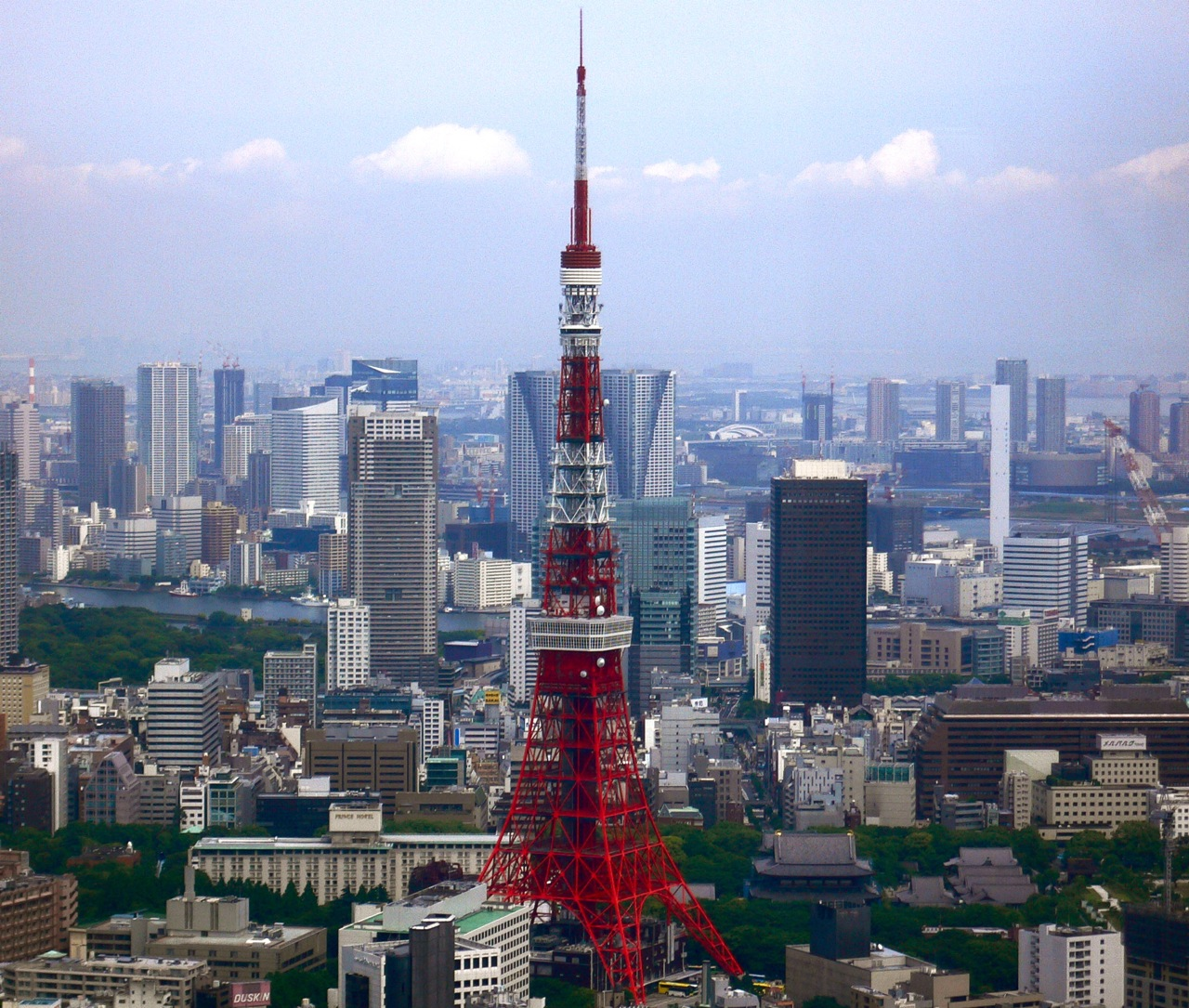
Tour de Tokyo, 1958
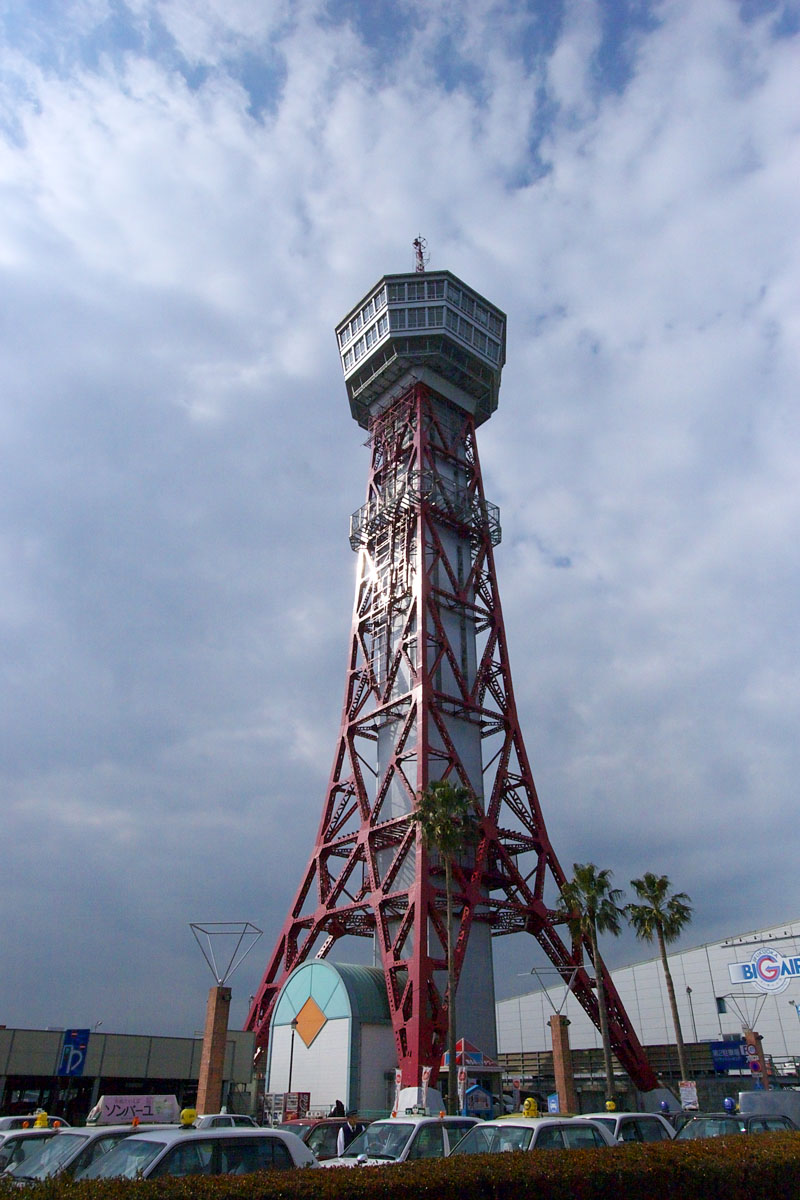
Tour du port de Hakata, 1963
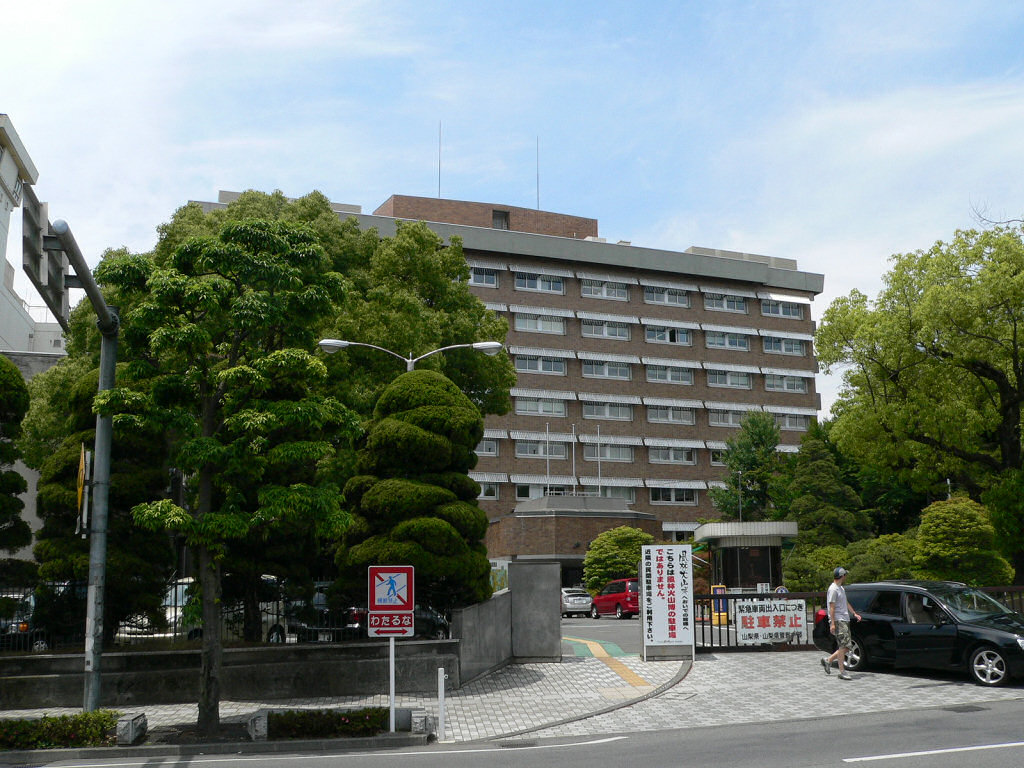
Siège de la préfecture de Yamanashi, 1963